# Fideo, Syria
Fideo (tiếng Ả Rập: فديو) là một ngôi làng ở phía tây bắc Syria, một phần hành chính của Tỉnh Latakia, nằm ở phía đông Latakia. Các địa phương gần đó bao gồm Baksa và Sqoubin ở phía bắc, Hanadi và al-Bassah ở phía tây, Bustan al-Basha ở phía nam. Theo Cục Thống kê Trung ương Syria, Fideo có dân số 4.065 người trong cuộc điều tra dân số năm 2004. Cư dân của nó chủ yếu là Alawites.